# Zuzana Hejnová
Zuzana Hejnová (Liberec, 19 de dezembro de 1986) é uma velocista e barreirista tcheca, bicampeã mundial dos 400 metros com barreiras.
Compete nos 100 m rasos, 100 m c/ barreiras, 400 m rasos e 400 m c/barreiras. Sua primeira conquista internacional foi como atleta juvenil, com a medalha de ouro nos 400 m c/barreiras no Campeonato Mundial Juvenil de Atletismo de 2003 (sub-17), no Canadá, em 57s54. Em 2004 foi medalha de prata no Campeonato Mundial Júnior de Atletismo em Grosseto, na Itália, em 57s44. Em Pequim 2008, sua primeira Olimpíada, ficou em sétimo lugar com 54s97.
Em 2012, ficou com a medalha de prata nos Jogos Olímpicos de Londres, sua maior conquista internacional até então. O ano seguinte foi o de maior sucesso na carreira, quando venceu cinco provas da Diamond League, nas etapas de Xangai, Eugene, Oslo, Paris e Londres, onde conseguiu sua melhor marca pessoal e recorde tcheco, 53s07. Coroou o ano tornando-se campeã mundial da prova em Moscou 2013, com novo recorde pessoal e tcheco, 52s83, melhor marca do ano na distância.
Zuzana conquistou o bicampeonato mundial dos 400 m c/ barreiras em agosto de 2015, no mesmo estádio Ninho do Pássaro, em Pequim, onde tinha sido apenas uma finalista olímpica sete anos antes, vencendo em 53s50, melhor marca do mundo naquele ano.
Nos Jogos da Rio 2016, sem estar no melhor de sua forma, a bicampeã mundial conseguiu apenas o quarto lugar mesmo fazendo seu melhor tempo do ano, 53.92.

## Melhores marcas pessoais[6]
| Evento             | Marca | Local          | País                 | Data |
| ------------------ | ----- | -------------- | -------------------- | ---- |
| 100 m c/ barreiras | 13.77 | Stará Boleslav | República Checa      | 2003 |
| 400 m              | 51.90 | Dublin         | República da Irlanda | 2013 |
| 400 m c/ barreiras | 52.83 | Moscou         | Rússia               | 2013 |